# Matisia exalata
Matisia exalata är en malvaväxtart som beskrevs av W.S. Alverson. Matisia exalata ingår i släktet Matisia och familjen malvaväxter. Inga underarter finns listade i Catalogue of Life.